# Glabropilumnus
Glabropilumnus is een geslacht van kreeftachtigen uit de klasse van de Malacostraca (hogere kreeftachtigen).

## Soorten
- Glabropilumnus edamensis (de Man, 1888)
- Glabropilumnus gordonae Balss, 1935
- Glabropilumnus laevis (Dana, 1852)
- Glabropilumnus levimanus (Dana, 1852)
- Glabropilumnus seminudus (Miers, 1884)